# Bossa Birkin

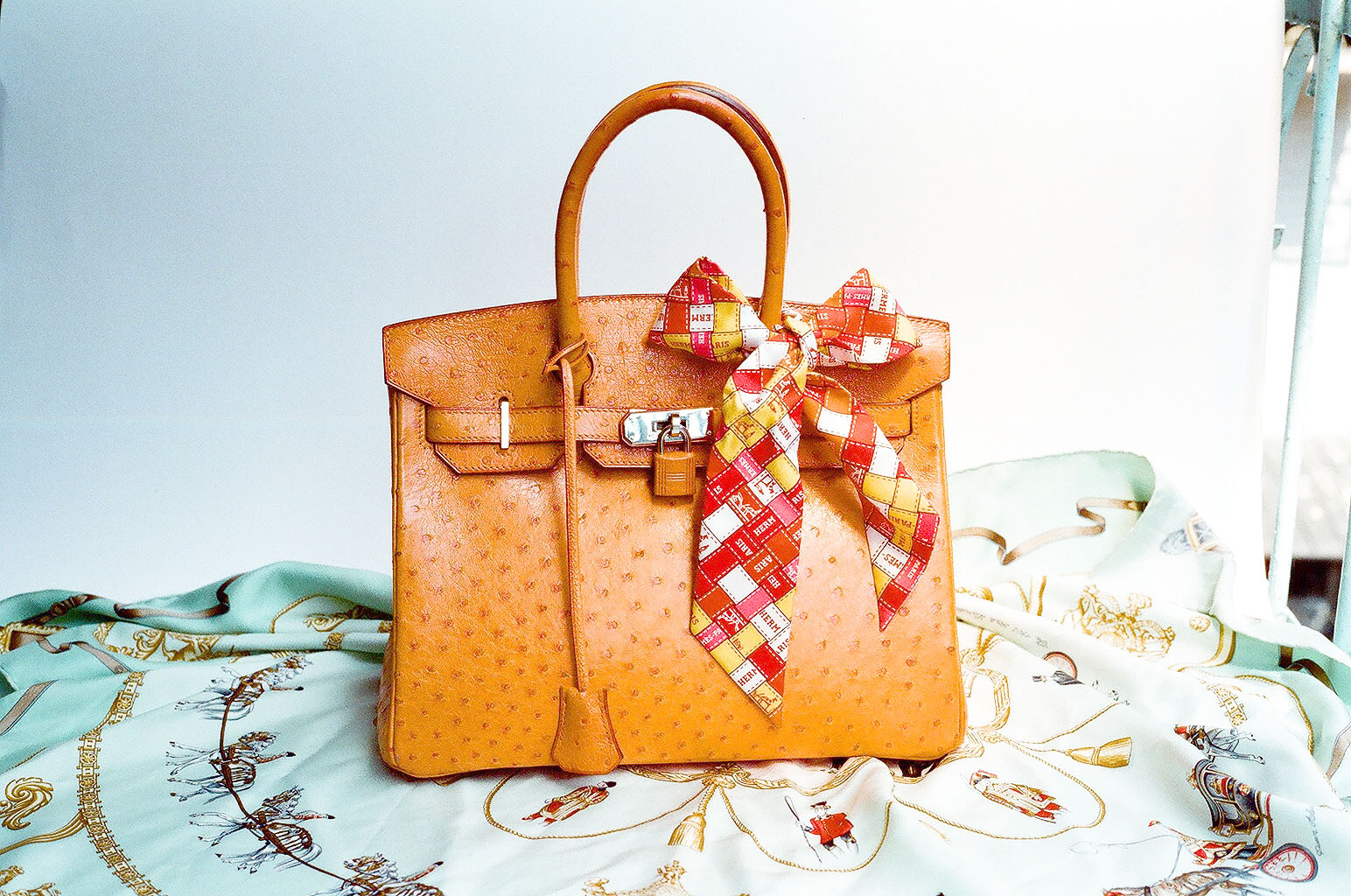
Bossa Birkin de pell d'estruç taronja amb un llaç.

La bossa Birkin és una bossa de mà creada per Hermès, elaborada artesanalment, que deu el seu nom a l'actriu i cantant Jane Birkin. En l'àmbit de la moda, aquesta bossa es considera un article de luxe i símbol d'estatus social elevat, a causa del preu elevat i l'ús que n'han fet determinades personalitats famoses.
Els preus van des de 10.000 € a 130.000 €, depenent del tipus de pell, i augmenta especialment si s'utilitzen pells exòtiques. Les bosses es distribueixen a través de la cadena de boutiques Hermès, en horaris impredictibles i en quantitats molt limitades, la qual cosa crea exclusivitat i una escassetat artificial.

## Origen del producte
La mateixa Jane Birkin va explicar a la periodista Dana Thomas la seva versió: en 1984, durant un vol de París a Londres on viatjava també Jean-Louis Dumas, president de la companyia Hermès, se li va trabucar els fulls i apunts que duia a la bossa. Dumas li va agafar la bossa i la hi va restituir unes setmanes més tard amb una tanca, que va esdevenir estàndard. Birkin li va explicar la dificultat de trobar una bossa per als caps de setmana que fos femenina i còmoda alhora. Basant-se en el seu ideal de bossa, Dumas en va realitzar el proptotip i l'hi va fer arribar a casa.

## Fabricació
Les bosses es fabriquen a França, cada una manufacturada per un únic artesà, el qual la signa i se'n fa responsable.
El sistema de llista d'espera posat en pràctica per la casa Hermès durant molts anys, més que una realitat en funció de les botigues, forma part també de la llegenda i afavoreix la raresa de la bossa Birkin. Si bé aquest sistema es va suprimir el 2010 en funció dels models o de les regions, va esdevenir més rar i va desaparèixer el 2012 amb la creació de dos tallers suplementaris de marroquineria que va donar lloc a un augment de la producció. Per tant, se cita sempre una demanda molt superior a l'oferta com una mesura clàssica d'espera de fins i tot anys per poder adquirir aquesta bossa.

## Disseny
Les bosses Birkin es venen en diverses mides. Cada una d'elles es pot fer a mida utilitzant el cuir, el color i la ferralla segons l'elecció del client. També hi ha altres opcions personalitzades, com ara incrustacions de diamants.
La bossa es confecciona a partir de diverses pells, com ara cuir de vedella, pell de sargantana i d'estruç. Abans, una de les més cares era la pell de cocodril marí, i les bosses de mida més petita eren més cares que les de mida més gran. Cada bossa està folrada amb cuir de cabra, i el color de l'interior coincideix amb l'exterior. Els preus de la bossa Birkin depenen del tipus de pell, el color i la ferralla.
Les mides varien de 25, 30, 35 fins a 40 centímetres, i les bosses de viatge tenen mides de 50 i 55 centímetres. També estan disponibles en diferents colors: negre, marró, marró daurat, blau fosc, verd oliva, taronja, rosa, blau cel, vermell i blanc. La bossa ve amb un pany i claus. Les claus es troben en una corretja de cuir anomenada clochette, que es passa per la nansa. Per tancar la bossa, cal tancar les solapes superiors sobre les llaçades de les sivelles, embolicar les corretges de les sivelles o tancar el pany frontal. Els panys i les claus tenen números. Abans, els panys tenien un número a la part inferior. Recentment, Hermès ha afegit un segon número sota el logotip de Hermès. Aquests números són codis de sèrie, és a dir, molts panys poden tenir els mateixos números. La ferralla metàl·lica (pany, claus, sivelles i pins bàsics) està coberta d'or o pal·ladi. Una altra opció addicional és l'acabat amb diamants. Hermès ofereix un "spa" de restauració per a bosses molt usades.